# Choanomonada
I coanoflagellati sono un gruppo di protisti flagellati, precedentemente classificati nel gruppo polifiletico dei protozoi. Etimologicamente possono essere considerati gli "unici veri protozoi", dal momento che sono i parenti più vicini ai metazoi: gli antenati unicellulari degli animali apparivano probabilmente simili ai moderni coanoflagellati.
Ogni coanoflagellato ha un flagello, circondato da un anello di protrusioni formate da actina chiamate microvilli, che formano un collare (χόανος, chóanos in greco antico). Il flagello tira l'acqua attraverso il collare e piccole porzioni di cibo sono catturate dai microvilli e ingerite. Il flagello spinge anche le cellule, come negli spermatozoi, mentre altre cellule flagellate sono tirate dai flagelli posti in posizione anteriore. Il collare dei coanoflagellati è virtualmente identico ai coanociti della spugne. Alla base del collare vi è un piccolo pseudopodio che serve a fagocitare le prede raccolte all'interno. Presentano un glicocalice che può essere spesso e formare una teca; in alcuni presentano spicole o scaglie silicee. La riproduzione avviene in primavera ed estate, quando cellule riproduttive diploidi specializzate si dividono per formare una nuova colonia figlia, che resta nella colonia madre finché non ha raggiunto le dimensioni idonee per fuoriuscire. La sessualità avviene principalmente in autunno, con lo sviluppo di cellule sessuali aploidi. Lo zigote può incistarsi per passare l'inverno e poi svilupparsi in una colonia asessuale matura in primavera. In alcune specie le colonie hanno sessi separati; in altre sia le uova sia gli spermi sono prodotti dalla stessa colonia.